# 宋朝卿
宋朝卿（1991年3月21日—），中国冬季两项运动员。最好成绩为2009年冬季大学生运动会集体出发赛冠军。2010年冬奥会上得到女子冬季两项7.5公里竞速赛第32名。